# Anontune
Anontune был попыткой создания «отказоустойчивой и открытой платформы для общедоступной музыки» от Anonymous. Его бета-реализация позволяла пользователям создавать списки воспроизведения музыки через музыкальный движок Anontune. Поскольку музыкальный движок работал, выполняя поиск в других сетях, таких как YouTube, этими плейлистами можно было делиться без обмена какими-либо музыкальными файлами. Таким образом, музыкальный движок Anontune был больше похож на клиентский метапоисковик, чем на любые использовавшиеся ранее системы (P2P сети). Anonymous надеялись, что это защитит платформу от судебных исков о нарушении авторских прав, поскольку она никогда не будет напрямую размещать или ссылаться на музыку, защищённую авторским правом, или разрешать её загрузку.

## Цели
В официальном документе под названием «Отказоустойчивая и открытая платформа для общедоступной музыки (версия 2)» Anonymous изложили цели проекта Anontune:
- Разрешить открытый доступ к платформе и её информации для разработчиков, исследователей, пользователей, артистов и лейблов.
- Обеспечить юридическую защиту и анонимность от судебного преследования для пользователей.
- Создать музыкальный движок для гибкой, динамичной, избыточной и отказоустойчивой организации музыкальных сетей.
- Улучшить впечатления от прослушивания музыки.
- Создать социальную среду для обмена и открытия новой музыки.
- Поддерживать и вносить свой вклад в эксперименты и инновации в музыке.
- Разрешить артистам, лейблам и связанным сторонам зарабатывать деньги на своём контенте.

Концепция открытости здесь была вездесущей темой для Anontune. Исходный код Anontune является открытым исходным кодом под лицензией AGPL, то есть без каких бы ни было никаких ограничений на использование API,а сама платформа была открыта для использования кем угодно, как и сама музыка могла быть прослушана кем угодно в любой точке земного шара. Anonymous рассматривали это как ключевое отличие от других музыкальных сервисов, заявляя, что [такие сервисы] используют географические ограничения и предоставляют только частичные музыкальные каталоги.

## Позиция в отношении пиратства
В видео, размещённом на веб-сайте, говорилось, что Anontune никогда не будет размещать или поощрять загрузку музыки, защищённой авторским правом, а вместо этого будет предоставлять информацию о музыке. В видео говорилось, что это новая парадигма обмена музыкой, которая позволит воспроизводить музыку, существующую в Интернете, с единой платформы. В видео также говорилось, что сам Anontune будет абсолютно законным, так как занимает нишу, которая не нарушает авторского права на музыку. Пользователи сервиса также смогут оставаться в значительной степени анонимными.

## Технологии
Музыкальный движок Anontune работал, обращаясь к нескольким компонентам, называемым «маршрутами». Каждый маршрут описывал способ поиска, фильтрации, воспроизведения и, при необходимости, загрузки музыки из определённого места в Интернете. Маршрут для YouTube позволял воспроизводить результаты с YouTube в веб-браузере. Движок воспроизведения был разработан, чтобы быть максимально гибким, и его окончательная версия должна была позволить пользователям расширять его, добавляя произвольные маршруты, тем самым увеличивая количество музыки, к которой у них есть доступ.
Из-за ограничений в сети Anonymous утверждают, что им пришлось разработать новую технологию, позволяющую использовать сокеты из музыкального движка. Эта технология потребовала бы от участников запуска Java-апплета. Такая технология находилась в разработке, но, как говорят уже была функциональна.
Новостные сообщения предупреждали потенциальных пользователей, что им нужно будет доверять Anonymous, чтобы использовать сервис, потому что веб-сайт потребует, чтобы апплет Java работал с полными разрешениями. Anonymous ответили в сообщении Pastebin, что апплет Java больше не используется, что любая используемая Java будет с открытым исходным кодом, что это не будет строго обязательным, и что причинение вреда пользователям будет противоречить их интересам.
Прототип появился в сети рано утром 21 апреля 2012 г.

## Юридические проблемы
Anonymous заявили, что закон был на их стороне при создании Anontune, и что одной из целей Anontune было разрушить монополию индустрии авторского права, не сталкиваясь с ними в суде. Anonymous заявили, что они извлекли уроки из опыта предыдущих организаций, таких как Napster и LimeWire. Anontune пытался избежать юридических проблем, никогда не размещая ссылки на контент, защищённый авторским правом. Пользователи также смогли бы избежать судебных исков, поскольку медиафайлы воспроизводятся в браузере, а не загружаются на жёсткий диск пользователя. Поскольку Anontune просто позволяла пользователям централизовать свой опыт работы с другими музыкальными источниками, юридические жалобы должны были быть адресованы первоначальным источникам контента, таким как YouTube.

## Закрытие
Anontune закрылся 5 января 2014 года. Домен anontune.com перенаправляет на публикацию на Pastebin, в которой говорится, что было принято «исполнительское решение отключить» проект. Анонимный постер написал, что «выпущенный нами Anontune совсем не похож на то, как мы представляли проект. Наши пользователи заслуживают большего, чем мы добились — это уродливое, неполное приложение с в значительной степени недоказанными идеями».